# バーデン (映画)
『バーデン』（原題:Burden）は2018年に公開されたアメリカ合衆国のドラマ映画である。監督はアンドリュー・ヘックラー、主演はギャレット・ヘドランドとフォレスト・ウィテカーが務めた。

## 概略
1996年、サウスカロライナ州ローレンス。同地には白人至上主義者やネオナチ向けの服屋、レッドネック・ショップが存在し、その建物内にはクー・クラックス・クラン（KKK）の記念館が設置されていた。デヴィッド・ケネディ神父は人種差別がこれ以上深刻になるのを防ぐべく、様々な手段を使ってレッドネック・ショップを撤退に追い込もうとしていた。
そんなある日、神父の元に建物の所有者、マイケル・バーデンがやって来た。孤児だったバーデンはKKKのコミュニティ内で養育され、組織に忠実な闘士に成長し、一時は神父の暗殺を画策したこともある男だった。そんなバーデンだったが、シングルマザーのジュディと恋に落ちてからというもの、「KKKに所属したままでは彼女と幸福な暮らしを送ることはできない」と考えるようになった。そして、バーデンはKKKからの脱退を決意し、「過去の行いを悔い改めるから、自分とジュディの身の安全を守って欲しい」と神父に頼み込んだのである。
神父はバーデンの頼みを聞き入れたが、KKKは裏切り者であるバーデンを執拗に付け狙うのだった。

## キャスト
- ギャレット・ヘドランド - マイク・バーデン
- フォレスト・ウィテカー - デヴィッド・ケネディ神父
- アンドレア・ライズボロー - ジュディ
- トム・ウィルキンソン - トム・グリフィン
- テス・ハーパー - ヘイゼル
- アッシャー - クラレンス・ブルックス
- ネヴァ・ハウエル - ジーナ
- クリスタル・フォックス - ジャニス・ケネディ
- デクスター・ダーデン - ケルヴィン・ケネディ
- オースティン・エベール - クリント
- ティアン・リチャーズ - グラント
- メリッサ・ヤングブラッド - マーラ

## 製作
1990年代後半、アンドリュー・ヘックラー監督はデヴィッド・ケネディ神父がレッドネック・ショップと闘っていることを知り、2001年には神父の闘いを題材にした映画の脚本を完成させていた。しかし、映画化に漕ぎつけるまでには15年の時を要した。
2016年9月23日、ギャレット・ヘドランド、フォレスト・ウィテカー、トム・ウィルキンソン、テス・ハーパー、アッシャーが本作に出演するとの報道があった。10月6日、アンドレア・ライズボローが起用された。17日、オースティン・エベールがキャスト入りした。
本作の主要撮影は2016年10月20日に始まり、同年11月15日に終了した。
2017年9月6日、ディコン・ハインクリフェが本作で使用される楽曲を手掛けることになったと報じられた。

## 公開・マーケティング・興行収入
2018年1月20日、本作の劇中映像が初めて公開された。21日、本作はサンダンス映画祭でプレミア上映され、観客賞（ドラマ部門）を受賞した。2019年10月23日、本作のオフィシャル・トレイラーが公開された。2020年1月30日、本作のオフィシャル・トレイラー第2弾が公開された。2月28日、本作は全米5館で封切られ、公開初週末に2万160ドル（1館当たり4032ドル）を稼ぎ出し、週末興行収入ランキング初登場49位となった。

## 評価
本作に対する批評家の評価は平凡なものに留まっている。映画批評集積サイトのRotten Tomatoesには72件のレビューがあり、批評家支持率は50%、平均点は10点満点で6.1点となっている。サイト側による批評家の見解の要約は「『バーデン』の主題に価値があることは間違いないが、その扱い方はどうにもぎこちない。しかし、その素晴らしい製作意図と見事な演技のお陰で、そうした欠点の存在を許すのはたやすい。」となっている。また、Metacriticには17件のレビューがあり、加重平均値は57/100となっている。